# Fernández Alonso
Fernández Alonso è un comune (municipio in spagnolo) della Bolivia nella provincia di Obispo Santistevan (dipartimento di Santa Cruz) con 13.867 abitanti (dato 2010).